# Nati nel 1956/Novembre
| Questa pagina contiene informazioni ricavate automaticamente dalle voci biografiche con l'ausilio del template Bio e di un bot. L'aggiornamento è periodico e automatico e ricostruisce completamente la pagina. Se manca una persona in questa lista, sei pregato di non aggiungerla, ma accertati piuttosto che la sua voce biografica contenga il template Bio e che i dati anagrafici siano correttamente compilati. Se il template Bio manca, inseriscilo tu stesso o, in alternativa, metti l'avviso {{tmp\|Bio}} che ne segnala la mancanza. Se i dati riportati sono sbagliati, correggi direttamente la voce biografica; le modifiche saranno visibili in questa lista entro pochi giorni. Per chiarimenti vedi il progetto biografie. La lista contiene solo le 228 persone che sono citate nell'enciclopedia e per le quali è stato implementato correttamente il template Bio. Pagina aggiornata al 10 giu 2025. |

- 1º novembre - Gaby Albrecht, cantante tedesca
- 1º novembre - Massimo Bianchi, ex calciatore italiano
- 1º novembre - Mike Connell, ex calciatore sudafricano
- 1º novembre - Paulo Gonzo, cantautore portoghese
- 1º novembre - Enzo Mocellin, ex calciatore italiano
- 1º novembre - Aldo Penna, scrittore e politico italiano
- 1º novembre - Mirko Petrov, ex calciatore jugoslavo
- 1º novembre - Brigitte Simon, ex tennista francese
- 2 novembre - Giangiacomo Calligaris, generale italiano († 2014)
- 2 novembre - Luciano Dottarelli, filosofo italiano
- 2 novembre - Jean-Marc Eychenne, vescovo cattolico francese
- 2 novembre - Gerardo Labellarte, politico italiano
- 2 novembre - Sebastiano Sandro Ravagnani, autore televisivo italiano († 2024)
- 3 novembre - Francesco Barbato, politico italiano
- 3 novembre - Eike Batista, imprenditore brasiliano
- 3 novembre - Gijs de Lange, attore e regista teatrale olandese († 2022)
- 3 novembre - Andrea Marko, allenatore di calcio e ex calciatore albanese
- 3 novembre - Gary Ross, regista, sceneggiatore e produttore cinematografico statunitense
- 4 novembre - Marco Aime, antropologo, africanista e scrittore italiano
- 4 novembre - Domenico Condello, mafioso italiano
- 4 novembre - John Paul Getty III, imprenditore statunitense († 2011)
- 4 novembre - Lee Jung-il, ex calciatore sudcoreano
- 4 novembre - Giovanni Re, allenatore di calcio e ex calciatore italiano
- 4 novembre - Jordan Rudess, tastierista statunitense
- 5 novembre - Emilio Commisso, allenatore di calcio e ex calciatore argentino
- 5 novembre - Rob Fisher, tastierista e cantautore britannico († 1999)
- 5 novembre - Otis Howard, ex cestista statunitense
- 5 novembre - Larry Knight, ex cestista statunitense
- 5 novembre - Jeff Watson, chitarrista statunitense
- 6 novembre - Lei Clijsters, calciatore e allenatore di calcio belga († 2009)
- 6 novembre - Dan Donovan, politico statunitense
- 6 novembre - Marc Dutroux, serial killer belga
- 6 novembre - Giampiero Vigorito, critico musicale, giornalista e conduttore radiofonico italiano
- 7 novembre - Massimo Ferrario, manager, politico e dirigente pubblico italiano
- 7 novembre - Iro Haarla, pianista, arpista e compositrice finlandese
- 7 novembre - Gordie McLeod, ex cestista e allenatore di pallacanestro australiano
- 7 novembre - Jonathan Palmer, ex pilota automobilistico britannico
- 7 novembre - Elvis Peacock, ex giocatore di football americano statunitense
- 8 novembre - Libero Angelico, criminale italiano
- 8 novembre - Mari Boine, cantante norvegese
- 8 novembre - Richard Curtis, sceneggiatore, produttore televisivo e produttore cinematografico britannico
- 8 novembre - Ignacio Francisco Ducasse Medina, arcivescovo cattolico cileno
- 8 novembre - Ángeles Liboreiro, ex cestista spagnola
- 8 novembre - Paolo Nani, attore teatrale e regista teatrale italiano
- 9 novembre - Mark A.Z. Dippé, regista, effettista e produttore cinematografico statunitense
- 9 novembre - Dorte Ekner, ex tennista danese
- 9 novembre - Diane Evers, ex tennista australiana
- 9 novembre - Debra Maffett, modella statunitense
- 9 novembre - Scott Tipton, politico statunitense
- 10 novembre - Sinbad, attore e comico statunitense
- 10 novembre - José Luis Brown, allenatore di calcio e calciatore argentino († 2019)
- 10 novembre - Scott Columbus, batterista statunitense († 2011)
- 10 novembre - Matt Craven, attore canadese
- 10 novembre - Raul Cremona, comico, illusionista e attore italiano
- 10 novembre - Maria Cristina Finucci, artista, architetta e designer italiana
- 10 novembre - Lando Francini, attore teatrale e mimo brasiliano († 2025)
- 10 novembre - Martin Kmetec, arcivescovo cattolico e religioso sloveno
- 10 novembre - Stephen Lee, vescovo cattolico cinese
- 10 novembre - Margarita Robles, giudice e politica spagnola
- 11 novembre - Alhaji Mohammed Ahmed, ex calciatore ghanese
- 11 novembre - Lucia Arduini, fumettista italiana
- 11 novembre - Guido Maria Guida, pianista e direttore d'orchestra italiano
- 11 novembre - Martin Sarmiento Jumoad, arcivescovo cattolico filippino
- 11 novembre - Edgar Lungu, politico zambiano († 2025)
- 11 novembre - Camillo Placì, allenatore di pallavolo e dirigente sportivo italiano
- 11 novembre - Germano Serafin, chitarrista e violinista italiano († 1992)
- 11 novembre - Vedran Smailović, violoncellista bosniaco
- 11 novembre - Alberto Tejada Noriega, ex arbitro di calcio e politico peruviano
- 12 novembre - Jean-Christophe Balouet, ornitologo e paleontologo francese († 2021)
- 12 novembre - Ruth Behar, antropologa, scrittrice e regista cubana
- 12 novembre - Linky Boshoff, ex tennista sudafricana
- 12 novembre - William Chang, costumista, montatore e scenografo hongkonghese
- 12 novembre - Măndica Ciubăncan, ex cestista rumena
- 12 novembre - Pavla Davidová, ex cestista cecoslovacca
- 12 novembre - Kōji Gushiken, ex ginnasta giapponese
- 12 novembre - Han Myeong-u, ex lottatore sudcoreano
- 12 novembre - Stefano Parisi, manager e ex politico italiano
- 12 novembre - Tadahiko Taira, pilota motociclistico giapponese
- 13 novembre - Ginger Alden, attrice e modella statunitense
- 13 novembre - Ernesto Apuzzo, allenatore di calcio e ex calciatore italiano
- 13 novembre - Charlie Baker, politico statunitense
- 13 novembre - Laurence Coyne, ex calciatore inglese
- 13 novembre - Christof Koch, neuroscienziato statunitense
- 13 novembre - Rex Linn, attore statunitense
- 13 novembre - Vinicio Muñoz, ex cestista dominicano
- 13 novembre - Aldo Nova, cantante, chitarrista e tastierista canadese
- 13 novembre - Bill Scanlon, tennista statunitense († 2021)
- 13 novembre - Anna Verouli, giavellottista greca
- 14 novembre - Giuseppe Artuso, ex rugbista a 15, allenatore di rugby a 15 e dirigente sportivo italiano
- 14 novembre - Kenneth Bowersox, ex astronauta statunitense
- 14 novembre - Renzo Castagnini, dirigente sportivo e ex calciatore italiano
- 14 novembre - Avi Cohen, calciatore e allenatore di calcio israeliano († 2010)
- 14 novembre - Valerie Jarrett, politica e avvocata statunitense
- 14 novembre - Loredana Lipperini, scrittrice, giornalista e conduttrice radiofonica italiana
- 14 novembre - Paul Mitchell, politico statunitense († 2021)
- 14 novembre - Greg Pence, politico statunitense
- 14 novembre - Almir Sater, cantante, musicista e attore brasiliano
- 15 novembre - Maj Britt Andersen, cantante norvegese
- 15 novembre - Sebastiano Cardi, diplomatico italiano
- 15 novembre - Eugenio Coccia, fisico italiano
- 15 novembre - Celso Fonseca, cantante, compositore e chitarrista brasiliano
- 15 novembre - Eric Joisel, artista francese († 2010)
- 15 novembre - Ravil Kashapov, ex maratoneta e ultramaratoneta sovietico
- 15 novembre - Zlatko Kranjčar, calciatore e allenatore di calcio croato († 2021)
- 16 novembre - Wayne Cooper, cestista, allenatore di pallacanestro e dirigente sportivo statunitense († 2022)
- 16 novembre - Johann Dihanich, ex calciatore austriaco
- 16 novembre - Gilbert Gabriel, polistrumentista e paroliere britannico
- 16 novembre - Max Hagmayr, ex calciatore austriaco
- 16 novembre - Kim Jong-pil, ex calciatore sudcoreano
- 16 novembre - Terry Labonte, pilota automobilistico statunitense
- 16 novembre - Gerardo Miranda, ex calciatore spagnolo
- 16 novembre - Jackson, ex giocatore di calcio a 5 brasiliano
- 16 novembre - Antonio Scavone, politico italiano
- 16 novembre - Wang Feng, ex calciatore cinese
- 17 novembre - Enzo Favata, sassofonista italiano
- 17 novembre - Viktor Goić, ex calciatore jugoslavo
- 17 novembre - Jeong Mi-ra, ex cestista e allenatrice di pallacanestro sudcoreana
- 17 novembre - Kelly Ward, attore, sceneggiatore e regista statunitense
- 18 novembre - Noel Brotherston, calciatore nordirlandese († 1995)
- 18 novembre - Alfredas Bumblauskas, storico lituano
- 18 novembre - Joseph Enanga, ex calciatore camerunese
- 18 novembre - Arturo Fernández Seara, ex cestista spagnolo
- 18 novembre - Warren Moon, ex giocatore di football americano statunitense
- 18 novembre - Maurizio Scanzani, allenatore di pallacanestro italiano
- 19 novembre - Olivier Carrard, schermidore e dirigente sportivo svizzero
- 19 novembre - Eileen Collins, ex astronauta statunitense
- 19 novembre - Ann Curry, giornalista e fotoreporter statunitense
- 19 novembre - Miguel Ángel Gutiérrez, ex calciatore peruviano
- 19 novembre - Jim Hodges, politico e avvocato statunitense
- 19 novembre - Vladimir Andreevič Konstantinov, politico russo
- 19 novembre - Michele Nicoletti, filosofo e politico italiano
- 19 novembre - Glynnis O'Connor, attrice statunitense
- 19 novembre - Aldo Piazza, politico italiano
- 20 novembre - Gareth Chilcott, ex rugbista a 15 britannico
- 20 novembre - Bo Derek, attrice statunitense
- 20 novembre - Mark Gastineau, ex giocatore di football americano statunitense
- 20 novembre - Peter Maurer, storico, politico e diplomatico svizzero
- 20 novembre - Jan Maxwell, attrice statunitense († 2018)
- 20 novembre - Enrico Nascimbeni, cantautore, giornalista e scrittore italiano († 2019)
- 20 novembre - Helmfried von Lüttichau, attore, doppiatore e poeta tedesco
- 21 novembre - Chaka Fattah, politico statunitense
- 21 novembre - Cherry Jones, attrice statunitense
- 21 novembre - Mitsugu Nomura, ex calciatore giapponese
- 21 novembre - Cynthia Rhodes, attrice, ex ballerina e cantante statunitense
- 21 novembre - Timothy Stack, attore, sceneggiatore e produttore televisivo statunitense
- 21 novembre - Alfredo Tena Garduño, ex calciatore messicano
- 21 novembre - Alessandra Valeri Manera, paroliera, autrice televisiva e produttrice televisiva italiana († 2024)
- 22 novembre - Alfio Antico, cantautore, musicista e attore teatrale italiano
- 22 novembre - Josef Blotz, generale tedesco
- 22 novembre - Fernando Gomes, calciatore portoghese († 2022)
- 22 novembre - Lawrence Gowan, cantante, tastierista e chitarrista canadese
- 22 novembre - Richard Kind, attore statunitense
- 22 novembre - Borislav Pelević, politico serbo († 2018)
- 22 novembre - Jorge Ruiz Cabestany, ex ciclista su strada spagnolo
- 23 novembre - Adokiye Amiesimaka, ex calciatore nigeriano
- 23 novembre - Javier Cárdenas, calciatore messicano († 2022)
- 23 novembre - Chiara Castellani, medico e missionaria italiana
- 23 novembre - Maurizio Cavazzini, ex calciatore italiano
- 23 novembre - André De Biase, attore brasiliano
- 23 novembre - Cal Dodd, doppiatore irlandese
- 23 novembre - Nardu Farrugia, ex calciatore maltese
- 23 novembre - Fernando Fiorillo, ex calciatore colombiano
- 23 novembre - Shane Gould, ex nuotatrice australiana
- 23 novembre - Kathy Kuykendall, ex tennista statunitense
- 23 novembre - Bob Newton, ex calciatore inglese
- 23 novembre - Thales Pan Chacon, attore, danzatore e coreografo brasiliano († 1997)
- 23 novembre - Bruno Pischedda, saggista e scrittore italiano
- 23 novembre - Nikolaj Sidorov, ex velocista sovietico
- 24 novembre - Joan Creus, ex cestista spagnolo
- 24 novembre - Robin Lim, scrittrice e poetessa statunitense
- 24 novembre - Ugo Mazzotta, scrittore italiano
- 24 novembre - Ruben Santiago-Hudson, attore, regista teatrale e drammaturgo statunitense
- 25 novembre - Stefano Boeri, architetto, urbanista e teorico dell'architettura italiano
- 25 novembre - Blair Bush, ex giocatore di football americano statunitense
- 25 novembre - Francesca Gargallo, scrittrice e poetessa messicana († 2022)
- 25 novembre - Vincent Nguyễn Văn Bản, vescovo cattolico vietnamita
- 26 novembre - Scott Jacoby, attore statunitense
- 26 novembre - Dale Jarrett, pilota automobilistico statunitense
- 26 novembre - Don Lake, attore canadese
- 26 novembre - Patrícia Medrado, ex tennista brasiliana
- 26 novembre - Alessandro Momo, attore italiano († 1974)
- 26 novembre - Gilles Wach, presbitero francese
- 27 novembre - DJ Red Alert, disc jockey statunitense
- 27 novembre - Curtis Dickey, ex giocatore di football americano statunitense
- 27 novembre - William Fichtner, attore statunitense
- 27 novembre - Dennis Francis, diplomatico trinidadiano
- 27 novembre - Thomas Hörster, allenatore di calcio e ex calciatore tedesco
- 27 novembre - Zoran Lukić, allenatore di calcio e ex calciatore svedese
- 27 novembre - Lionello Manfredonia, dirigente sportivo e ex calciatore italiano
- 27 novembre - Nazrin Shah di Perak, sovrano malese
- 27 novembre - Nando Paone, attore italiano
- 27 novembre - Massimo Scaglione, regista e sceneggiatore italiano
- 27 novembre - Mariana Simionescu, ex tennista rumena
- 27 novembre - José Villafuerte, ex calciatore ecuadoriano
- 28 novembre - Deng Jun, ex pallanuotista cinese
- 28 novembre - Alberto Grollo, compositore e chitarrista italiano
- 28 novembre - James Hogan, dirigente d'azienda australiano
- 28 novembre - Harald Mothes, ex calciatore tedesco orientale
- 28 novembre - Héctor Olivencia, ex cestista portoricano
- 28 novembre - Sandro Parcaroli, politico italiano
- 28 novembre - Víctor Rosado, ex hockeista su pista portoghese
- 28 novembre - Gualtiero Rosella, sceneggiatore italiano
- 28 novembre - Savage, cantante, compositore e produttore discografico italiano
- 29 novembre - Hinton Battle, attore, cantante e ballerino statunitense († 2024)
- 29 novembre - Del Beshore, ex cestista statunitense
- 29 novembre - Lorenzo Bini Smaghi, economista italiano
- 29 novembre - Carol Blazejowski, ex cestista statunitense
- 29 novembre - Dwaine Board, ex giocatore di football americano e allenatore di football americano statunitense
- 29 novembre - Andreas Bornschein, ex calciatore tedesco orientale
- 29 novembre - Leo Laporte, conduttore televisivo statunitense
- 29 novembre - Russell Poole, investigatore statunitense († 2015)
- 29 novembre - Chiemi Satō, ex cestista giapponese
- 29 novembre - Jerry Sichting, ex cestista e allenatore di pallacanestro statunitense
- 29 novembre - Jørgen Sørlie, ex calciatore norvegese
- 29 novembre - Lene Tranberg, architetta danese
- 30 novembre - Cornelia Ernst, politica tedesca
- 30 novembre - Mohamed Redouane Guemri, ex calciatore algerino
- 30 novembre - Əli Əsədov, politico azero
- 30 novembre - Michael Hoffman, regista, sceneggiatore e produttore cinematografico statunitense
- 30 novembre - Lily Knight, attrice statunitense
- 30 novembre - Heinz Rudolf Kunze, cantante, scrittore e cantautore tedesco
- 30 novembre - Riccardo Lamba, arcivescovo cattolico italiano
- 30 novembre - Gennaro Licciardi, mafioso italiano († 1994)
- 30 novembre - Mimmo Mignemi, attore e regista teatrale italiano
- 30 novembre - Constance Money, ex attrice pornografica statunitense
- 30 novembre - Claude-Oliver Rudolph, attore, produttore cinematografico e regista tedesco
- 30 novembre - Ace Rusevski, ex pugile jugoslavo
- 30 novembre - Iain Softley, regista britannico